# Yeşilyurt Spor Kulübü 2021-2022 (pallavolo)
Questa voce raccoglie le informazioni riguardanti lo Yeşilyurt Spor Kulübü nelle competizioni ufficiali della stagione 2021-2022.

## Stagione
Lo Yeşilyurt Spor Kulübü non utilizza alcuna denominazione sponsorizzata nella stagione 2021-22.
Partecipa al campionato di Sultanlar Ligi, classificandosi al quattordicesimo posto in regular season, che ne sancisce la retrocessione in serie cadetta; in Coppa di Turchia, invece, non supera la fase a gironi.

## Organigramma societario
Area direttiva
- Presidente: Necmettin Karabacak

Area tecnica
- Allenatore: Burçin Kundak
- Allenatore in seconda: Uğur Devrim
- Scoutman: Sefa Gökburun

## Rosa
| N° | Nome              | Ruolo | Data di nascita   | Nazionalità sportiva |
| -- | ----------------- | ----- | ----------------- | -------------------- |
| 1  | Duru Aksu         | L     | 3 maggio 2001     | Turchia              |
| 2  | Ceren Yılmaz      | L     | 28 febbraio 2003  | Turchia              |
| 3  | Burcu Yönder      | P     | 19 gennaio 1997   | Turchia              |
| 4  | Derin Taşdemir    | S     | 20 luglio 2002    | Turchia              |
| 5  | Dominika Strumilo | S     | 26 dicembre 1996  | Belgio               |
| 7  | Neslişah Akar     | C     | 5 ottobre 1993    | Turchia              |
| 8  | Eda Kafkas        | P     | 16 ottobre 2001   | Turchia              |
| 9  | Elisa Köse        | S     | 20 marzo 2002     | Turchia              |
| 10 | Nilsu Şen         | S     | 28 settembre 2004 | Turchia              |
| 12 | Pınar Eren        | L     | 12 dicembre 1986  | Turchia              |
| 13 | Bilge Paşa        | C     | 24 ottobre 2005   | Turchia              |
| 14 | Kelsey Veltman    | C     | 2 aprile 1996     | Canada               |
| 16 | Sülbiye Yılmaz    | C     | 1º gennaio 2005   | Turchia              |
| 17 | Ceren Kestirengöz | O     | 19 luglio 1993    | Turchia              |

## Statistiche

### Statistiche di squadra
| Competizione     | Punti | In casa | In casa | In casa | In trasferta | In trasferta | In trasferta | Totale | Totale | Totale |
| Competizione     | Punti | G       | V       | P       | G            | V            | P            | G      | V      | P      |
| ---------------- | ----- | ------- | ------- | ------- | ------------ | ------------ | ------------ | ------ | ------ | ------ |
| Sultanlar Ligi   | 5     | 13      | 1       | 12      | 13           | 0            | 13           | 26     | 1      | 25     |
| Coppa di Turchia | 0     | 0       | 0       | 0       | 0            | 0            | 0            | 3      | 0      | 3      |
| Totale           | -     | 13      | 1       | 12      | 13           | 0            | 13           | 29     | 1      | 28     |

G = partite giocate; V = partite vinte; P = partite perse

### Statistiche dei giocatori
| Giocatore      | Campionato | Campionato | Campionato | Campionato | Campionato | Coppa di Turchia | Coppa di Turchia | Coppa di Turchia | Coppa di Turchia | Coppa di Turchia | Totale | Totale | Totale | Totale | Totale |
| Giocatore      | P          | PT         | AV         | MV         | BV         | P                | PT               | AV               | MV               | BV               | P      | PT     | AV     | MV     | BV     |
| -------------- | ---------- | ---------- | ---------- | ---------- | ---------- | ---------------- | ---------------- | ---------------- | ---------------- | ---------------- | ------ | ------ | ------ | ------ | ------ |
| N. Akar        | 13         | 15         | 10         | 2          | 3          | 3                | 6                | 2                | 2                | 2                | 16     | 21     | 12     | 4      | 5      |
| D. Aksu        | 17         | 1          | 0          | 0          | 1          | 3                | 0                | 0                | 0                | 0                | 20     | 1      | 0      | 0      | 1      |
| P. Eren        | 15         | 0          | 0          | 0          | 0          | 2                | 0                | 0                | 0                | 0                | 17     | 0      | 0      | 0      | 0      |
| E. Kafkas      | 26         | 22         | 11         | 2          | 9          | 3                | 4                | 2                | 1                | 1                | 29     | 26     | 13     | 3      | 10     |
| C. Kestirengöz | 11         | 159        | 139        | 11         | 9          | 0                | 0                | 0                | 0                | 0                | 11     | 159    | 139    | 11     | 9      |
| E. Köse        | 24         | 120        | 105        | 6          | 9          | 3                | 23               | 17               | 4                | 2                | 27     | 143    | 122    | 10     | 11     |
| B. Paşa        | 25         | 93         | 46         | 28         | 19         | 3                | 8                | 3                | 1                | 4                | 28     | 101    | 49     | 29     | 23     |
| N. Şen         | 24         | 79         | 64         | 3          | 12         | 3                | 13               | 12               | 1                | 0                | 27     | 92     | 76     | 4      | 12     |
| D. Strumilo    | 25         | 223        | 195        | 14         | 14         | -                | -                | -                | -                | -                | 25     | 223    | 195    | 14     | 14     |
| D. Taşdemir    | 24         | 158        | 139        | 14         | 5          | 3                | 28               | 27               | 1                | 0                | 27     | 186    | 166    | 15     | 5      |
| K. Veltman     | 24         | 173        | 121        | 42         | 10         | -                | -                | -                | -                | -                | 24     | 173    | 121    | 42     | 10     |
| C. Yılmaz      | 13         | 0          | 0          | 0          | 0          | 2                | 0                | 0                | 0                | 0                | 15     | 0      | 0      | 0      | 0      |
| S. Yılmaz      | 7          | 11         | 8          | 3          | 0          | 3                | 6                | 4                | 1                | 1                | 10     | 17     | 12     | 4      | 1      |
| B. Yönder      | 22         | 18         | 5          | 5          | 8          | 3                | 3                | 1                | 0                | 2                | 25     | 21     | 6      | 5      | 10     |

P = presenze; PT = punti totali; AV = attacchi vincenti; MV = muri vincenti; BV = battute vincenti